# F-Zero GX
F-Zero GX är titeln på ett spel som ingår i spelserien F-Zero. Denna version av spelet finns släppt till Gamecube år 2003.